# (234026) Unioneastrofili
(234026) Unioneastrofili est un astéroïde de la ceinture principale.

## Description
(234026) Unioneastrofili est un astéroïde de la ceinture principale. Il fut découvert le 23 septembre 1998 à San Marcello Pistoiese par Luciano Tesi. Il présente une orbite caractérisée par un demi-grand axe de 2,20 UA, une excentricité de 0,20 et une inclinaison de 2,7° par rapport à l'écliptique.

## Compléments